# George J. Hochbrueckner
George Joseph Hochbrueckner (ur. 20 września 1938 w Queens) – amerykański polityk, członek Partii Demokratycznej.

## Działalność polityczna
Od 1975 do 1984 zasiadał w New York State Assembly. W okresie od 3 stycznia 1987 do 3 stycznia 1995 przez cztery kadencje był przedstawicielem 1. okręgu wyborczego w stanie Nowy Jork w Izbie Reprezentantów Stanów Zjednoczonych.